# Papuaistus brevicauda
Papuaistus brevicauda är en insektsart som beskrevs av Heinrich Hugo Karny 1928. Papuaistus brevicauda ingår i släktet Papuaistus och familjen Anostostomatidae. Inga underarter finns listade i Catalogue of Life.